# UNIABEU Centro Universitário

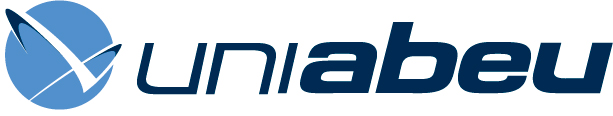
Logomarca Uniabeu

A Associação Brasileira de Ensino Universitário (ABEU) teve sua origem na década de 1950, com a criação do Ginásio Belford Roxo, em Belford Roxo, então 4º distrito do município de Nova Iguaçu, no estado do Rio de Janeiro.
Com a criação, em 1964, do curso técnico de Contabilidade, passou a denominar-se Colégio Belford Roxo. A instituição foi sempre incentivada na busca pela melhor formação para a população e, consequentemente, de mais amplas oportunidades de emprego no mercado de trabalho local e regional.

## Campi da UNIABEU
- Belford Roxo
- Nilópolis
- Nova Iguaçu